# Michael Hastings (Journalist)
|  | Dieser Artikel wurde aufgrund von inhaltlichen Mängeln auf der Qualitätssicherungsseite des Portals Medienwissenschaft eingetragen. Dies geschieht, um die Qualität der Artikel aus den Themengebieten Journalismus, Medien- und Kommunikationswissenschaften auf ein akzeptables Niveau zu bringen. Hilf mit, den Artikel zu verbessern, und beteilige dich an der Diskussion! |

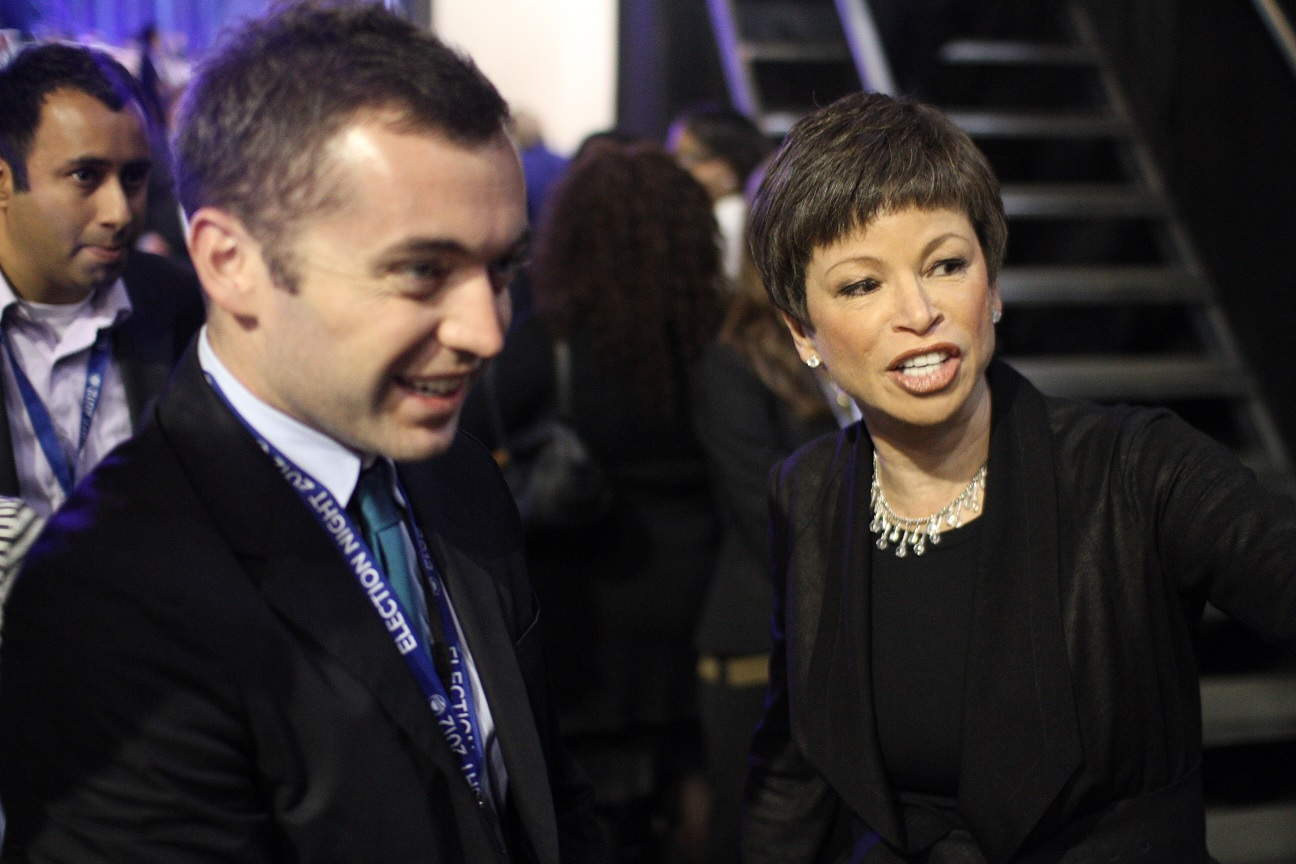
Michael Hastings mit Valerie Jarrett, 2012

Michael Mahon Hastings (* 28. Januar 1980 in Malone, New York, USA; † 18. Juni 2013 in Los Angeles, Kalifornien) war ein US-amerikanischer Investigativjournalist und Schriftsteller. Er war Mitherausgeber des Rolling Stone und Korrespondent für BuzzFeed. Sein Artikel 2010 über den General, ehemaligen JSOC-Kommandeur und US-Oberbefehlshaber der NATO in Afghanistan, Stanley McChrystal, führte zu dessen umgehender Entlassung durch US-Präsident Barack Obama. Er starb am 18. Juni 2013 bei einem Autounfall. Hastings arbeitete zuletzt, laut Aussage seiner Witwe Elise Jordan, an einer Geschichte über CIA-Director John O. Brennan. Diese Tatsache und seine früheren Recherchen im US-Geheimdienstmillieu führten zu Spekulationen über die Unfallursache.

## Leben
Michael Hastings wurde 1980 im Franklin County in Malone geboren, seine Eltern Molly Mahon und Brent Hastings waren beide Ärzte und er hatte zwei Brüder, Jeffrey und Jonathan Hastings. Er schloss seine Schule an der Rice Memorial High School in Burlington, Vermont 1998 ab und studierte anschließend Journalistik an der New York University, wo er 2002 magna cum laude abschloss. Er arbeitete von 2002 bis 2008 für das US-Magazin Newsweek International und wurde schnell bekannt für seine schwierigen Geschichten und für seine Kriegsberichtserstattung aus dem Irak und Afghanistan. Im Jahr 2009 wurde sein Artikel Obama’s War für die Anthologie „Best American Political Writing 2009“ ausgewählt.
Zwischen 2005 und 2007 war er der Bagdad-Korrespondent für Newsweek, zu einer Zeit verheerender Gewalt im Irak. Er war damals mit 25 Jahren der jüngste jemals von dem Magazin beschäftigte Kriegsreporter. In dieser Zeit ereignete sich der tragische Tod seiner Verlobten Andi Parhamovich. Sie ging im August 2006 nach Bagdad, um bei Hastings zu sein und wurde Mitarbeiterin der Demokratieförderungseinrichtung National Democratic Institute for International Affairs (NDI). Andi Parhamovich starb am 17. Januar 2007, als ihr Konvoi bei einem Überfall sunnitischer Aufständischer beschossen wurde. Die Erlebnisse verarbeitete Hastings in dem 2010 erschienenen Buch I Lost My Love in Baghdad: A Modern War Story (Ich habe meine Liebe in Bagdad verloren: Eine moderne Kriegsgeschichte) und gründete mit einem Teil seines Autorenhonorars in ihrem Angedenken die „Andi Foundation“, die Stipendien an Studentinnen vergibt.
Er berichtete auch nach dem Tod seiner Verlobten weiter von Kriegsschauplätzen wie Irak, Afghanistan, Jemen, Somalia und Libyen. Hastings schrieb für die Washington Post, die Los Angeles Times und für das Magazin Foreign Policy sowie für die Online-Magazine Salon, Slate und BuzzFeed.
Am 22. Juni 2010 landete Hastings mit einem Artikel für das Musikmagazin Rolling Stone einen großen Scoop: Dem jungen Journalisten gelang es, dem Oberbefehlshaber der ISAF-Truppen in Afghanistan, Stanley McChrystal, jene skandalösen Äußerungen über die US-Regierung zu entlocken, die seine Insubordination aufzeigte und schließlich den Job kosteten. McChrystal blickte auf eine über 30-jährige Militärkarriere zurück, galt als Spezialist für verdeckte Militäraktionen und hatte erst vor einem Jahr das Kommando in Afghanistan übernommen. Davor war McChrystal Chef aller Spezialoperationen im Irak gewesen, die von ihm angeführte United States Joint Special Operations Command (JSOC) spürte Saddam Hussein auf und tötete Abu Musab al-Zarqawi, den Anführer von Al-Qaida im Irak. In seiner Reportage beschrieb Hastings, wie McChrystal und sein Stab in ihrem Hauptquartier in Kabul über US-Präsident Barack Obama, andere Regierungsmitglieder, Diplomaten und führenden europäischen Verbündeten lästerten. Den US-Vizepräsidenten Joe Biden verunglimpfte ein McChrystal-Berater in dem Artikel mit dem Wortspiel: „Joe Biden, wer ist das? – Sagten Sie Bite Me (Leck mich)?“ McChrystal nannte Biden „kurzsichtig“ und erklärte Bidens Afghanistan-Vorstellungen zu einem Rezept für ein „Chaosistan“. Vom US-Botschafter in Afghanistan, Karl Eikenberry, fühlte sich McChrystal „verraten“.
Ein geheimes Schreiben Eikenberrys war im Januar an die „New York Times“ durchgesickert, in dem Eikenberry vor auswegloser amerikanischer Verstrickung in Afghanistan warnte und Präsident Hamid Karsai als „nicht adäquaten strategischen Partner“ bezeichnete. „Ich mag Karl“, sagte McChrystal in dem Artikel, „aber uns gegenüber hat er nie so gesprochen. Er ist einer von denen, die sich absichern wollen für die Geschichtsbücher. Wenn wir versagen, können sie behaupten: Seht ihr, wir haben es doch gesagt.“ Obamas Sicherheitsberater, der frühere Marineinfanterie-General James L. Jones wurde als Clown abqualifiziert. Der Sondergesandte des Präsidenten für Afghanistan und Pakistan, der Diplomat Richard Holbrooke, wurde ebenso wenig respektiert. McChrystal zeigte sich gegenüber dem Journalisten Hastings genervt über die Tatsache, dass ihm Holbrooke eine E-Mail sendet. Und er liest sie gar nicht erst. Diese Respektlosigkeiten waren umso erstaunlicher, als McChrystal als alliierter Kommandant in Afghanistan bewusst auch eine politische Rolle in der Counterinsurgency Strategie spielte. Das Magazin betonte, dass alle zitierten Äußerungen ausdrücklich durch Mitarbeiter des Generals zur Veröffentlichung freigegeben worden waren.
Obama ließ den General noch am 23. Juni zum Rapport aus Kabul ins Weiße Haus einfliegen und zwang ihn zum Rücktritt. Es war auch das Aus für seinen gesamten Stab. Noch im selben Jahr wurde Hastings für den Artikel „The Runaway General“ („Der abtrünnige General“) mit dem George Polk Award ausgezeichnet.
Hastings heiratete im Mai 2011 die ebenfalls als Journalistin arbeitenden Elise Jordan, die in den Jahren 2008 bis 2009 Redenschreiberin für Außenministerin Condoleezza Rice war.
2011 sorgte Hastings mit zwei weiteren Artikeln im Rolling Stone – „King David's War“ über die missratene Nation-Building-Strategie von General David Petraeus in Afghanistan und Irak und „Another Runaway General: Army Deploys Psy-Ops on U.S. Senators“ über die illegale Beeinflussung der gewählten Parlamentarier durch die PR-Abteilung des Pentagons – für Schlagzeilen.
2012 veröffentlichte er mit dem New-York-Times-Bestseller „The Operators: The Wild and Terrifying Inside Story of America's War in Afghanistan“ eine noch umfassendere Kritik des US-Militärabenteuers am Hindukusch. Das Buch „The Operators“ wurde von Brad Pitts Produktionsfirma „Plan B“ für einen Film optioniert. Nach dem Angriff auf das US-Konsulat in Bengasi am 11. September 2012, bei dem mindestens 15 Menschen getötet wurden, darunter der US-Botschafter in Libyen, J. Christopher Stevens und drei weitere Mitarbeiter der Botschaft, lieferte sich Hastings einen Briefwechsel mit dem wütenden Sprecher der Außenministerin Hillary Clinton, Philippe Reines, der komplett veröffentlicht wurde.
2013 erschien Hastings Buch Panic 2012: The Sublime and Terrifying Inside Story of Obama's Final Campaign über Obamas zweiten Präsidentschaftswahlkampf. Hastings letzter Artikel, der am 7. Juni 2013 bei Buzzfeed erschien, behandelte den gerade anbrechenden NSA-Skandal und die Überwachung der Bürger durch die Geheimdienste. Er warf in diesem Zusammenhang Obama und der Führung der Demokraten im Kongress Scheinheiligkeit vor, seiner Ansicht nach verteidigten und bauten sie dieselben illegalen Spionagepraktiken aus, die sie früher in der Opposition, als Bush und die Republikaner an der Macht waren, selbst als Verrat an den amerikanischen Werten verteufelt hatten.

## Ereignisablauf zum Tod von Hastings

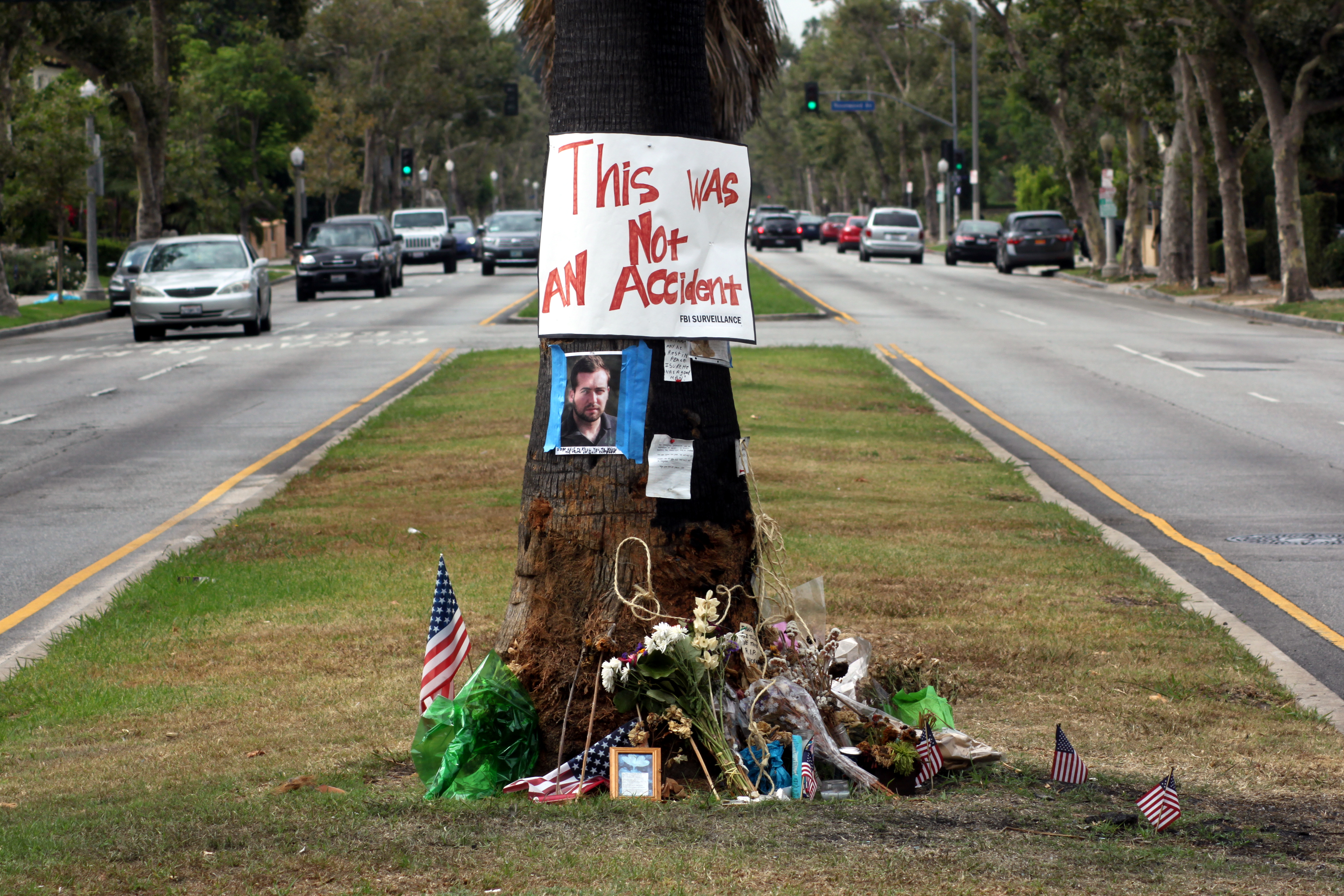
Palme bei der Unfallstelle im Juli 2013.

Am Tag vor seinem Tod äußerte Hastings, sein Mercedes könnte manipuliert worden sein, und bat deshalb seine Freundin Jordanna Thigpen, ihm ihren Wagen zu leihen. Er fühle sich bedroht und wolle die Stadt verlassen. Stunden vor seinem Tod schrieb Hastings seinen Freunden und Arbeitskollegen in einer E-Mail das FBI würde seine Freunde befragen: „Ich bin an einer großen Geschichte dran und muss eine Weile vom Radar verschwinden.“ Die E-Mails wurden am Montag, 17. Juni 2013 gegen 14 Uhr verschickt. Gegen 4.20 Uhr früh des nächsten Tages starb Hastings. Dem Polizeibericht zufolge saß er allein in seinem Mercedes C250 und befuhr die nördliche Highland Avenue in Hollywood, als er aus unbekannter Ursache die Kontrolle über das Fahrzeug verlor. Das Auto kam von der Straße ab, durchbrach eine Leitplanke und fuhr ungebremst mit hoher Geschwindigkeit gegen eine Palme. Das Fahrzeug fing Feuer. Der Unfall wurde zum Teil von einer Kamera aufgezeichnet. Die Aufnahmen zeigen einigen Medien zufolge drei Explosionen. Der Motorblock wurde in ca. 30 Meter Entfernung vom Unfallort gefunden.

### Mögliche Hintergründe und Spekulationen zu seinem Tod
Nach dem Unfall von Hastings traten Spekulationen auf, der Autounfall sei gezielt herbeigeführt worden. Da Hastings im Februar 2012 ein hoch brisantes Dokument des United States Department of Homeland Security veröffentlichte, welches zeigt, wie die US-Regierung die Demonstranten der Occupy Wall Street Bewegung überwacht und Einfluss nimmt und Hastings unter anderem an einer Veröffentlichung über den CIA-Direktor John O. Brennan arbeitete, wurde seine journalistische Arbeit als Gefährdung nachrichtendienstlicher Interessen gesehen und eine Verstrickung von Geheimdiensten in seinen Tod vermutet.
Betreffend Hastings sagte der langjährige US-Sicherheitskoordinator Richard Clarke in der Huffington Post: „meine Regel war es immer, man gibt eine Verschwörungstheorie erst auf, wenn wirklich bewiesen ist, dass sie nicht stimmt. Und im Fall von Michael Hastings legen die öffentlich verfügbaren Informationen einen Cyber-Angriff auf das Auto nahe.“ Am 18. Juni 2013 schürte ein Tweet von Wikileaks weitere Diskussionen: „Bei Michael Hastings’ Tod gibt es sehr ernst zu nehmende, nicht-öffentliche Verstrickungen. Mehr Details später.“ Wikileaks gaben dann bekannt, dass Hastings auch Wikileaks-Anwältin Jennifer Robinson kontaktiert hatte, um ihr mitzuteilen, dass er vom FBI überwacht werde. Und auch Buzzfeed-Chefredakteur Ben Smith bestätigte, dass Hastings, kurz bevor er starb, besorgt gewesen sei, unter der Beobachtung des FBI zu stehen. Selbst das Dementi des FBI, in solchen Fällen unüblich, nährte die Spekulationen. Das Nachrichtenmagazin „Inside Edition“ (CBS) berichte in „Tragischer Unfall oder Mord?“ über die verschiedenen Verschwörungstheorien.
Hastings Unfall war im Juli 2014 für den NDR-Reporter Klaus Scherer und den Filmemacher Rudolph Herzog Anlass, in einer ARD-Dokumentation der Frage nachzugehen, ob der Bordcomputer von Hastings Mercedes gehackt und ferngesteuert worden sein könnte.

## Nach seinem Tod
Hastings wurde posthum mit dem „Norman-Mailer-Preis für ausgezeichneten Journalismus“ 2013 geehrt. Seine Witwe Elise Jordan fand auf seinem Laptop einen Roman, der im Juni 2014 unter dem Titel The Last Magazine veröffentlicht wurde. Es ist ein satirischer Schlüsselroman aus der Medienwelt, berühmte Kollegen wie Jon Meacham und Fareed Zakaria sind zu erkennen. Die Handlung spielt in den Jahren nach dem Anschlag von 9/11, ein Land zum Bombardieren muss her, plötzlich heißt es, der Irak habe Massenvernichtungswaffen. Plastisch schildert Hastings, wie die Spitzen des Magazins die Kriegstreiberei in Journalismus übersetzen. In einer Redaktion einer Zeitschrift, die mit Newsweek gleichgesetzt werden darf, schildert Hastings den tiefgreifenden Medienwandel in der Presse-Branche und den Graben zwischen arroganten Print-Veteranen und jungen Onlinern, die die Alten „Fraktion der toten Bäume“ nennen.

## Werke

### Bücher
- I Lost My Love in Baghdad: A Modern War Story. Scribner, New York 2008, ISBN 978-1-4165-6098-2.
- The Operators: The Wild and Terrifying Inside Story of America’s War in Afghanistan. 2012, New York, NY, Penguin/Blue Rider Press, ISBN 978-0-399-15988-6.
- Panic 2012: The Sublime and Terrifying Inside Story of Obama’s Final Campaign. 2013, New York, NY, Penguin/Blue Rider Press.
- The Last Magazine (Roman). 2014 (posthum), Blue Rider Press, ISBN 0-399-16994-6.

### Reportagen
- Hack: Confessions of a Presidential Campaign Reporter In: Gentlemen’s Quarterly. Oktober 2008
- Obama’s War. In: Gentlemen’s Quarterly. April 2009
- The Runaway General. In: Rolling Stone. 22. Juni 2010
- King David’s War. In: Rolling Stone. 2. Februar 2011
- Another Runaway General: Army Deploys Psy-Ops on U.S. Senators. In: Rolling Stone. 23. Februar 2011
- Inside Obama’s War Room. In: Rolling Stone. Oktober 2011
- The Rise of the Killer Drones. In: Rolling Stone. April 2012
- America’s Last Prisoner of War. über Bowe Bergdahl  In: Rolling Stone. Juni 2012
- Why Democrats Love To Spy On Americans. In: BuzzFeed. Juni 2013

## Ehrungen
- 2011 George Polk Award für „The Runaway General“[23]
- 2013 Norman Mailer Preis[24]